# Thimphu
Thimphu (v dzongkä ཐིམ་ཕུ /thim phu/), v některých zdrojích též Thimbu či Thimbú je hlavní město Bhútánu a také název okolního údolí a oblasti Thimphu District. S populací 79 185 obyvatel (2005) je nejlidnatějším městem v zemi. Thimphu se nachází na středozápadě Bhútánu v nadmořské výšce 2320 m.
Ve městě se prodávají jen jedny noviny (Osvícení) a zajímavostí také je, že toto je jediné hlavní město na světě, kde není ani jeden semafor. Město je druhé nejbohatší v zemi hned po Paru. Pro letecké spojení se světem využívá letiště v Paru, vzdálené 54 km.

## Geografie
Město se nachází v údolí řeky Wang-čhu, v Indii zvané Raidák. Průměrná nadmořská výška údolí je 2300 m.

## Klima
Vzhledem k vysoké nadmořské výšce je klima velmi mírné, průměrná červencová teplota je 20,2 °C, průměrná lednová teplota 4,9 °C. Město leží v monzunovém pásu, podobně jako většina jižní Asie. Prší přibližně od poloviny června do září. Průměrný srážkový úhrn činí 1427 mm.